# Roppongi Hills Mori Tower
Roppongi Hills Mori Tower (jap. 六本木ヒルズ Roppongi Hiruzu) – wieżowiec w tokijskiej dzielnicy Minato, w Japonii, o wysokości 238 m (54 kondygnacje).
Budynek otwarto w 2003 r. po trzech latach budowy, a jej koszt wyniósł 4 mld dolarów.